# Nuuksulompolo
Nuuksulompolo är en sjö i Pajala kommun i Norrbotten och ingår i Torneälvens huvudavrinningsområde. Sjön har en area på 0,0643 kvadratkilometer och ligger 259,3 meter över havet. Sjön avvattnas av vattendraget Nuuksujoki (Nuuksijoki).

## Delavrinningsområde
Nuuksulompolo ingår i det delavrinningsområde (751384-178068) som SMHI kallar för Utloppet av Nuuksulompolo. Medelhöjden är 282 meter över havet och ytan är 6,29 kvadratkilometer. Räknas de 2 avrinningsområdena uppströms in blir den ackumulerade arean 17,52 kvadratkilometer. Nuuksujoki (Nuuksijoki) som avvattnar avrinningsområdet har biflödesordning 4, vilket innebär att vattnet flödar genom totalt 4 vattendrag innan det når havet efter 284 kilometer. Avrinningsområdet består mestadels av skog (67 procent) och sankmarker (32 procent). Avrinningsområdet har 0,06 kvadratkilometer vattenytor vilket ger det en sjöprocent på 1 procent.